# Реал Баломпедика Линенсе
«Реал Баломпедика Линенсе» или просто «Линенсе» (исп. Real Balompédica Linense) — испанский футбольный клуб из города Ла-Линеа-де-ла-Консепсьон, в провинции Кадис в автономном сообществе Андалусия. Клуб основан в 1912 году, домашние матчи проводит на стадионе «Мунисипаль», вмещающем 12 000 зрителей. В Примере команда никогда не выступала, лучшим результатом является 9-е место в Сегунде в сезоне 1950/51.

## Достижения
- Сегунда B
  - Вице-чемпион: 1985/86
- Терсера
  - Победитель (5): 1965/66, 1967/68, 1982/83, 1998/99, 2010/11

## Сезоны по дивизионам
- Сегунда — 6 сезонов
- Сегунда B — 19 сезонов
- Терсера — 48 сезонов
- Региональные лиги — 3 сезона